# Maquis de Meilhan
Seconde Guerre mondiale

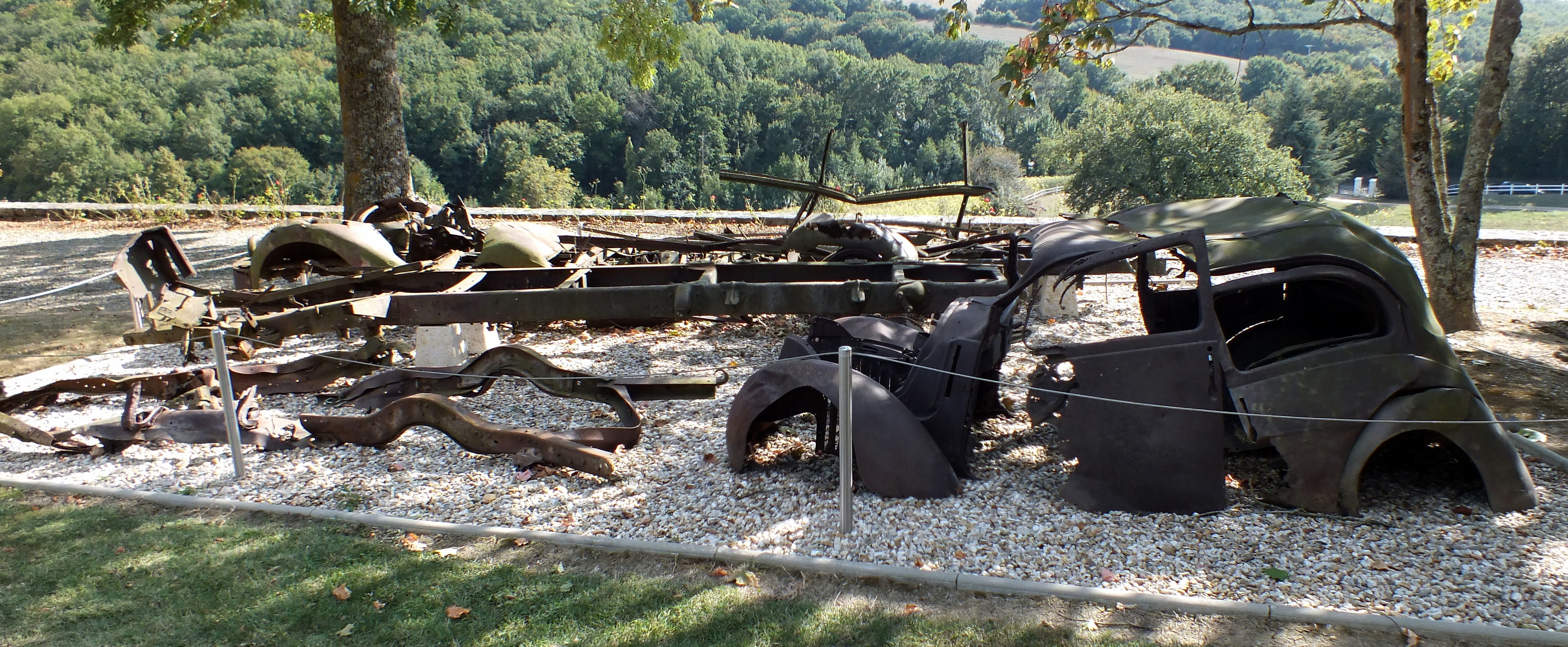
Reste du camion et d'autres véhicules calcinés.

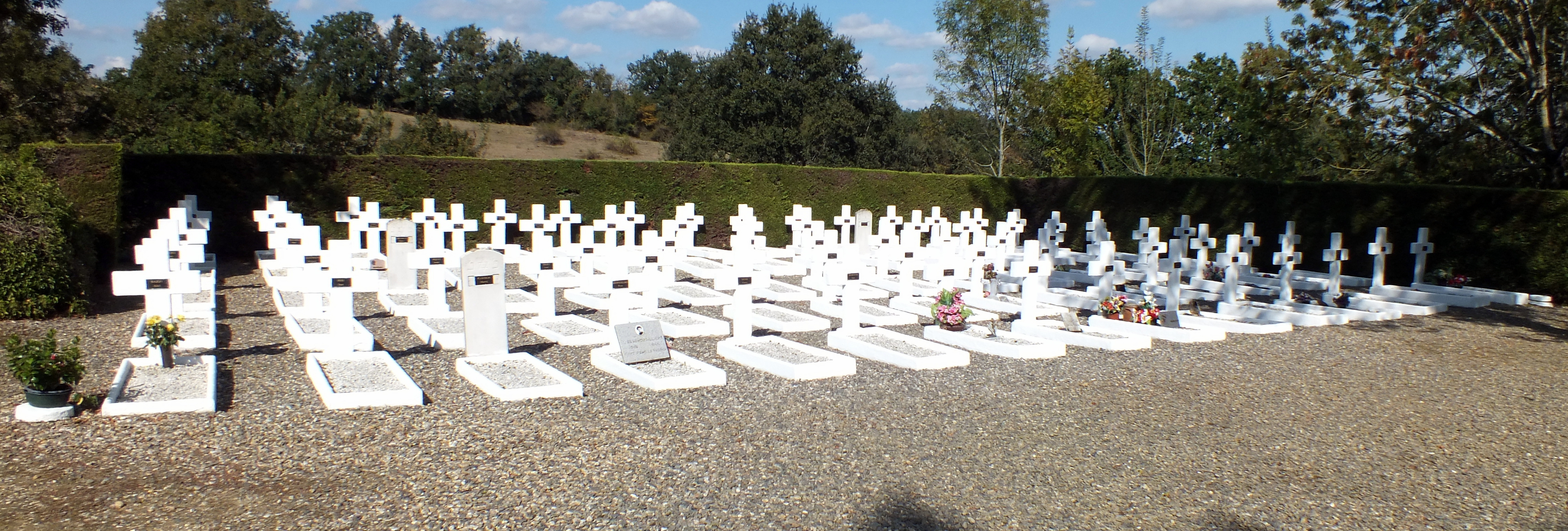
Cimetière des maquisards

Le maquis de Meilhan a été l'un des lieux de la résistance gersoise, durant la Seconde Guerre mondiale. Il compte 76 maquisards et est dirigé par son créateur le docteur Raynaud. Il a été le lieu d'une tragédie causée par des soldats allemands, le 7 juillet 1944. Aujourd'hui, c'est un lieu de commémoration.

## Histoire

### Création[2]
Le docteur Raynaud étant menacé par le S.T.O. se cache de ferme en ferme jusqu'à ce que quelqu'un l'informe de l'existence des fermes Priou et Larée qui sont libres et proches d'un bois rendant, faisant de cet endroit le maquis parfait. Il crée alors le maquis de Meilhan où il fait venir les uns après les autres, tous ceux qui lui ont dit vouloir se joindre à sa cause.

### Fonctionnement[2]
Le docteur Raynaud dirige le maquis, avec l'aide du commandant Marcellin et de Bouet, des soldats de la Première Guerre mondiale qui n'acceptent pas la tournure de la Deuxième et ne peuvent que combattre les allemands dans la suite logique de leur existence. Tous les jours, de nouvelles recrues arrivent, la veille même de la bataille du maquis. Raynaud passe son temps à organiser le maquis et les positions de combat des nouvelles recrues. Tous les jours il attend, en écoutant la radio, des nouvelles des parachutages à venir, le dernier ne parvint au maquis que le 11 juillet, trop tard pour eux. Deux frères, les Laborie, Xavier qui est pâtissier-boulanger et Paul qui est ouvrier boulanger, s'occupent des cuisines. Caussade est chargé de la réquisition des véhicules, de la milice et de la gestion du parc automobile.

### Le 7 juillet
La veille, un maquisard ayant enfreint les règles est pris à un barrage allemand à Lannemezan. Il est ensuite mené à la maison du Pouy, où il est malmené, pour finir par révéler l'emplacement du maquis. Mais, les investigations révèlent que le maquis est déjà la cible du 116e bataillon de grenadiers allemand, à ce moment-là, venant de Lannemezan. Le 7 juillet le 116e bataillon attaque le maquis dont le camion est chargé, pour une manœuvre le lendemain, le faisant exploser dans les premiers, ce qui réduit les capacités des maquisards en éliminant leur réserve de munitions. De plus, les effectifs sont inégaux ; en effet, le maquis compte une centaine d'hommes contre un millier pour le bataillon de grenadiers. Ils arrivent dans la nuit avec leurs véhicules, qu'ils arrêtent à quelques kilomètres des deux fermes et se déplacent à travers champ en rampant pour ne pas se faire repérer. Puis, ils se mettent en place et attendent le jour pour attaquer. À 7 heures du matin, ils sont repérés par deux maquisards alors qu'ils installent une arme automatique. Les deux jeunes hommes réagissent instinctivement et donnent l'assaut, quelques minutes auparavant Raynaud a été averti par un messager de l'attaque imminente, mais n'a pas encore eu le temps de donner des ordres. À la fin de la bataille les Allemands s'attardent pour défigurer les maquisards et les dépouiller pour qu'il ne soit plus possible de les identifier. Ils vont chercher quatre otages dans les fermes voisines et les torturent avant de les abattre.

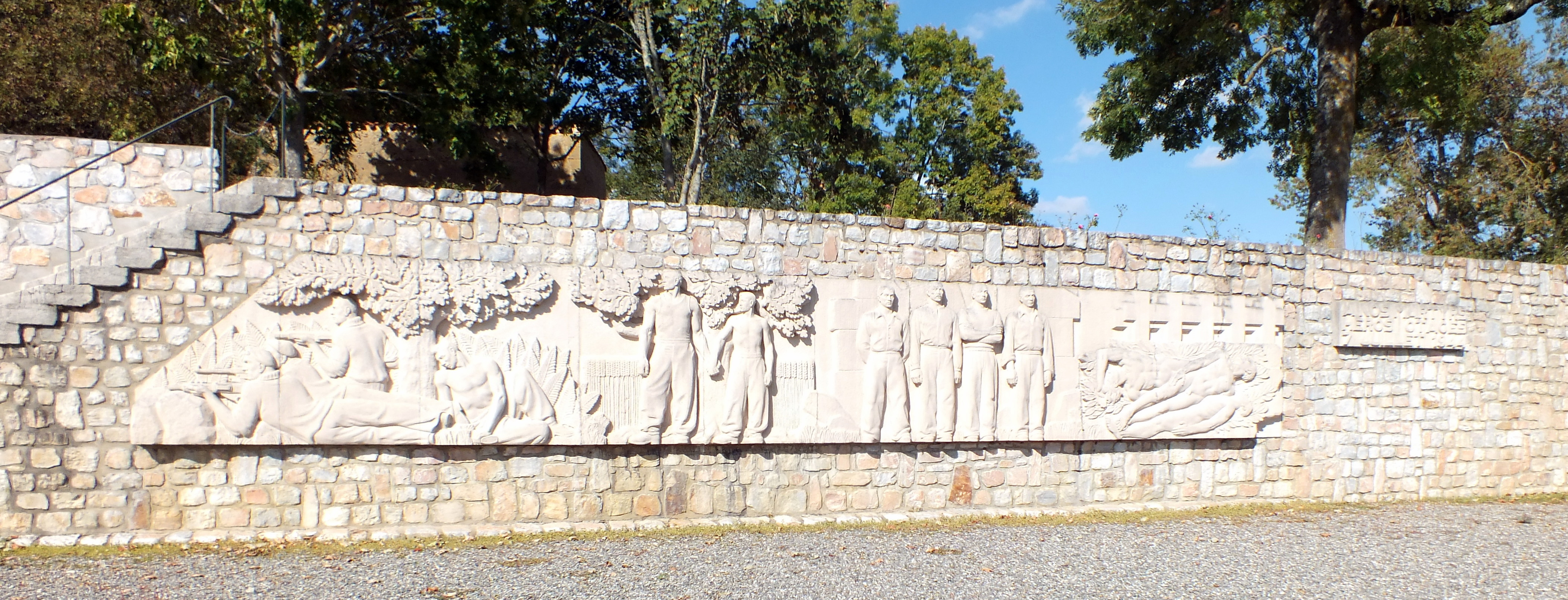
Mur commémoratif de la bataille et des exécutions.

## Les maquisards

### Docteur Raynaud[2]
Né en mars 1911, à Chalabre, Joseph Raynaud reçoit son diplôme de médecine, puis il fonde une famille en 1937. Il fait son service militaire en 1938 et le finit en juillet 1939. Il est mobilisé lors de la guerre jusqu'à l'armistice, à la suite duquel il refuse de se soumettre à la milice et fait tout pour éviter aux jeunes d'aller en Allemagne. Étant médecin il voit beaucoup de monde et tente de les faire rallier sa cause. Un de ses rivaux l'espionne et communique ses activités à la milice. Raynaud est menacé, commence alors sa cavale et demande à sa femme d'aller chez ses parents avec les enfants. Il est apprécié de tous dans le maquis, étant décrit par ses proches comme une personne pleine de bonté et de courage. Le jour de la bataille il est touché à la cuisse et achevé d'une balle dans la tête.

### Quelques noms[2]
La plupart d'entre eux sont menacés par le S.T.O. ou sont recherchés par les milices. Ils se sont donc réfugiés dans le maquis pour leur échapper.
- Henry Marcellin, né le 27 janvier 1895 à Cazaupouy, a fait la Première Guerre mondiale
- Étienne-Antoine Bouet, né le 30 novembre 1875, a fait la Première Guerre mondiale
- Roger Aizermann, né le 6 octobre 1922 à Paris
- Marcel Bayonne, né le 20 mars 1924
- Gabriel Béria, né en juillet 1924 à L'Isle-en-Dodon
- Joseph Bouyssel, il avait 33 ans, a fait la guerre de 1939 à 1940
- René Branet, né le 26 décembre 1926
- Fernand Breil, né le 26 février 1920 à Saint-Louis, au Sénégal
- Louis-Elie-René Brousset, né le 25 mars 1924 à Simorre
- Jean Caussade, il avait 26 ans
- Honoré Cazaubon, né le 27 février 1912 à La Romieu
- Pierre Denis, né le 18 août 1913 au Lherm
- Philippe Gasc, né le 20 mars 1924 à L'Isle-en-Dodon
- Charles Desplats, né le 13 avril 1913 à L'Isle-en-Dodon, a fait la campagne de 1939
- Norbert Duffort, né en 1922
- Pierre Duviella, né le 20 juin 1924 à Termes-d'Armagnac
- André Fainjmesser, né en avril 1926
- Élie Fourment, né le 3 septembre 1924 à Simorre
- Jean Furcatte, né le 20 février 1922 à Masseube
- Armand Gramont, né le 15 mars 1914 à Garravet
- Alain Gras, né le 6 octobre 1924
- Henri Bécanne, né le 12 janvier 1922 à Lombez
- Jacques Lalanne, né le 27 février 1922 à Lombez
- Xavier Laborie, il avait 20 ans
- Paul Laborie, il avait 17 ans, frère de Xavier
- Lucien Lozes, né le 2 avril 1923 à Simorre
- Marc Luflade, né le 1er avril 1920 à Bordeaux
- Paul Maizières, né en 1916 à Paris
- Marcel Maizières, né le 18 juin 1920, frère de Paul
- Louis Mazet, né le 9 août 1925
- André Piques, né en novembre 1923
- Camille Rigal, né le 5 mars 1913 à Toulouse
- Jean Semenou, né le 25 juin 1925 à Avignonnet
- Jean Seguin, né le 24 février 1924 à Trentels, il était le petit fils de M. Bouet
- Raymond Sentous, né le 3 avril 1926
- Octave Surmain,né le 16 décembre 1919 à la Romieu
- Pierre Talazac, né en 1925 en Espagne
- Ferdinand Wernot ou Wiroth, il avait 24 ans
- Léon Wernot ou Wiroth, il avait 22 ans, frère de Ferdinand
- Jean Péri, né le 27 février 1926 à Castres
- René Livenais, né le 22 juin 1919 au Portel, près de Boulogne-sur-Mer
- Raymond Viviès, né le 8 juillet 1909 à Portet-sur-Garonne
- Pierre Vignaux, il avait 24 ans
- Armand Lousteau, né le 2 août 1921 à Pardies-Piétat
- Frank Savère, né le 3 janvier 1926
- Maurice Savère, né le 3 avril 1928, frère de Frank
- André Guilloteau
- Julien Blancafort
- Kléber Albert Bourguignon
- Guy Maurice Bourguignon, il avait une trentaine d'années (aucune parenté avec Kléber)
- Noël-Edouard Brochart, il avait 24 ans
- Antoine Campoy, espagnol
- Gabriel Barrieux
- René Lavache, né le 17 mai 1922 à Biarritz
- Maurice Lavache, né le 15 août 1924 à Biarritz
- Yvon Desgrousilliers, né le 24 août 1918 à Bordeaux
- Auguste Gerdessus, né le 7 septembre 1923 à Saint-Laurent-de-Neste
- Fernand Calestroupat, né le 26 janvier 1926
- René Proudhom, né le 27 mars 1910 à Caujac, mobilisé en 1939
- Maurice Vigneaux
- Jean Daron, né le 22 février 1926 à Casteljaloux
- André Cluzel
- Fernand Plancon
- Henri Gantelet, né le 29 mai 1921 à Saint-Privat-la-Montagne, disparu présumé mort à Meilhan
- Kaganovitch, israélite de 18 ans
- On retrouva un corps carbonisé qu'on présuma être celui de Robert-Ignace Szymezuk, né le 9 juin 1927 en Pologne (à Bielsk-Podlaski)
- Jacques Chaunu, né le 14 janvier 1924 à Paris (14e), décédé le 16 novembre 2018 à Toulon, dernier survivant du Maquis.

### Les otages
- Léopold Bon, il avait 49 ans et était père de 4 enfants
- Abel Bajon, il avait 42 ans
- Elie Prieur, né le 3 juillet 1918
- Louis Laborie, né le 11 septembre 1923

### Deux martyrs
- Yann-Bernard Morel, artiste, ancien combattant de la Première Guerre mondiale
- Élie Rançon